# Brachyotum johannes-julii
Brachyotum johannes-julii är en tvåhjärtbladig växtart som beskrevs av E.Cotton. Brachyotum johannes-julii ingår i släktet Brachyotum och familjen Melastomataceae. IUCN kategoriserar arten globalt som sårbar. Inga underarter finns listade i Catalogue of Life.